# 가미자토 가즈키
가미자토 가즈키(일본어: 神里 和毅, 1994년 1월 17일 ~ )는 일본의 프로 야구 선수이며, 현재 센트럴 리그인 요코하마 DeNA 베이스타스의 소속 선수(외야수)이다. 오키나와현 시마지리군 하에바루정 출신이다.

## 인물

### 프로 입단 전
오키나와 현립 도미시로 고등학교의 경식 야구부원으로서 한신 고시엔 구장에서 개최된 전국 대회에 4시즌 연속으로 출전한 경험이 있던 아버지의 영향으로 초등학교 4학년 때부터 연식 야구를 시작했다. 중학교 시절 포지션은 내야수였다.
이토만 고등학교에 입학한 후에는 외야수로 전향했고 2학년 때 가을부터 주전 선수 자리를 차지했다. 3학년 시절이던 여름에 개최된 제93회 전국 고등학교 야구 선수권 대회에서 경식 야구부를 사상 첫 전국 대회 출전으로 이끌었지만 첫 상대(1차전)인 에이메이 고등학교와 맞붙었지만 1대 4로 패했다. 1번 타자 겸 중견수로서 출전한 자신도 마쓰모토 류야를 상대했지만 무안타에 그쳤다. 경식 야구부 1년 선배로는 미야구니 료스케가 있으며 고교 시절에는 교내에서 열린 미스터 콘테스트에서 우승한 경험이 있다.
주오 대학에 진학한 후에는 1학년 봄부터 벤치에 들어갔고 4학년 때는 팀의 주장으로 발탁됐다. 도토 대학 야구 리그에서는 4학년 때인 추계 리그에서 외야수로서 베스트 나인에도 선정됐고 1부 리그 통산 91경기에 출전하여 307타수 73안타, 타율 2할 3푼 8리, 2홈런, 28타점, 10도루를 기록했다. 재학 중에 프로 구단의 스카우트로부터 주목받은 것을 배경으로 4학년이던 2015년 가을에 프로 지망 신고서를 일본 학생 야구 협회에 제출했다. 하지만 그해 가을에 열린 프로 야구 드래프트 회의에서 여러 구단으로부터 지명받지 못했기 때문에 대학 졸업 후 닛폰 생명에 입사했다.
닛폰 생명 경식 야구부에서는 1년차부터 1번 타자로서 공식전에 출전했고 2년차인 2017년에는 사회인 야구 일본 대표로서 제28회 BFA 아시아 선수권 대회에 출전하여 일본 대표팀 우승에 기여함과 동시에 베스트 나인과 타점 왕 타이틀을 동시에 차지했다.
2017년 프로 야구 드래프트 회의에서 요코하마 DeNA 베이스타스로부터 2순위에 지명됐고 계약금 7,500만 엔과 연봉 1,250만 엔(금액은 추정치)이라는 조건으로 입단했다. 더 나아가 DeNA에 입단한 후에는 외야수로서 2017년 사회인 베스트 나인에 선정되는 영예를 안았다.

### 프로 입단 후

#### 2018년
춘계 스프링 캠프를 1군에서 맞이했으나 오른쪽 복사근에 염증이 생긴 영향으로 2군에 잠시 내려갔다. 스프링 캠프 후에 가진 시범 경기에서 적극적으로 기용됐고 자신의 호조와 더불어 전년도까지 주전 우익수였던 가지타니 다카유키가 컨디션 난조로 인해 출발이 늦어진 것을 계기로 공식전 개막을 1군에서 맞이했다. 3월 30일, 홈구장인 요코하마 스타디움에서 열린 도쿄 야쿠르트 스왈로스와의 개막전에서는 7번 타자 겸 우익수로 선발 기용됐다. DeNA의 신인 외야수에 의한 1군 공식전 선발 기용은 팀의 전신이던 요코하마 베이스타스 시절인 2009년에 마쓰모토 게이지로를 기용한 이래 9년 만의 일이며 개막 3차전(4월 1일)부터는 1번 타자를 맡았다. 이 경기에서 데뷔 첫 도루를 기록했고 이후의 경기에서도 도루 수가 한때 센트럴 리그 1위에 오를 정도의 빠른 발로 팀의 개막 연승 행진에 기여했다. 그런 한편으로 4월 12일 요미우리 자이언츠전에서 데뷔 첫 홈런을 오타케 간에게서 첫회(1회초) 선두 타자 홈런으로 기록했다. 일본 프로 야구 구단의 신인 선수가 1군 공식전에서의 첫 홈런을 첫회 선두 타자 홈런으로 기록한 사례는 역대 11번째이며 양대 리그가 출범(1950년)한 이후 요미우리가 관여한 공식전에서는 처음이다. 하지만 이후의 타격은 하강 곡선을 그렸고 가지타니와 내야수로 등록된 네프탈리 소토가 외야를 지키는 전제로 1군에 승격한 5월 중순 이후에는 1군에 합류하면서도 선발에서 제외되는 일이 계속됐다.
6월에는 1번 타자로서 선발 복귀했고 센트럴 리그 타자 부문의 월간 MVP 후보로 거론될 정도로 타격이 회복됐다. 하지만 8월 12일에 열린 한신 타이거스전(요코하마 스타디움)의 2회말 타석에서 자신과 같은 신인이자 상대 투수인 바바 고스케로부터 오른쪽 발목 부분에 몸에 맞는 공을 맞았다. 이 경기에서는 대주자로 활약했지만 다음날인 13일에 전날 몸에 맞는 공의 영향으로 오른쪽 발목에 골절상을 입은 것이 판명됐다. 결국 실전에 복귀하지 못한 채로 시즌을 마쳤고 1군에서는 통산 86경기에 출전하여 타율 2할 5푼 1리, 5홈런, 21타점, 15도루를 기록했다.

## 에피소드
- 50미터 달리기를 5초 8대를 주파할 정도의 빠른 발을 가졌는데 어린 시절에 지나가는 개한테 쫓겨서 도망쳤다는 일화도 있다.[18] 또한 단정한 외모를 지녔는데 드래프트 이후 지명 인사에서는 요시다 다카시 편성 스카우트 부장으로부터 ‘역시 좋은 남자다’라는 인사를 받았다.[19]
- 어린 시절에는 요미우리 자이언츠를 응원했지만 DeNA에 입단한 후에는 ‘요미우리를 쓰러뜨리고 싶다’고 말했다.[19]
- 타석에서 사용되는 응원가는 2018년 6월 경부터 긴조 다쓰히코의 것이 사용된 뒤 그해 7월 말부터 오리지널 신곡으로 돼있다.

## 상세 정보

### 출신 학교
- 이토만 고등학교
- 주오 대학

### 선수 경력
- 닛폰 생명
- 요코하마 DeNA 베이스타스(2018년 ~ )

### 개인 기록

#### 첫 기록
- 첫 출장·첫 선발 출장 : 2018년 3월 30일, 대 도쿄 야쿠르트 스왈로스 1차전(요코하마 스타디움), 7번·우익수로 선발 출장
- 첫 타석 : 상동, 2회말에 데이비드 뷰캐넌으로부터 헛스윙 삼진
- 첫 안타 : 2018년 3월 31일, 대 도쿄 야쿠르트 스왈로스 2차전(요코하마 스타디움), 2회말에 이시카와 마사노리로부터 오른쪽을 넘기는 2루타
- 첫 타점 : 상동, 7회말에 이시카와 마사노리로부터 좌전 적시타
- 첫 도루 : 2018년 4월 1일, 대 도쿄 야쿠르트 스왈로스 3차전(요코하마 스타디움), 1회말에 2루 안착(투수: 요시노리, 포수: 나카무라 유헤이)
- 첫 홈런 : 2018년 4월 12일, 대 요미우리 자이언츠 3차전(도쿄 돔), 1회초에 오타케 간으로부터 좌월 솔로 홈런(첫회 선두 타자 홈런)

#### 기타
- 프로 첫 홈런이 첫회 선두 타자 홈런으로 기록 ※역대 43번째, 신인 선수로는 역대 11번째
- 한 경기 5삼진 : 2019년 4월 21일, 대 히로시마 도요 카프 6차전(MAZDA Zoom-Zoom 스타디움 히로시마) ※역대 16번째
- 올스타전 출장 : 1회(2019년)

### 등번호
- 8(2018년 ~ )

### 연도별 타격 성적
| 연 도      | 소 속      | 경 기 | 타 석 | 타 수 | 득 점 | 안 타 | 2 루 타 | 3 루 타 | 홈 런 | 루 타 | 타 점 | 도 루 | 도 루 자 | 희 생 번 | 희 생 플 | 볼 넷 | 고 4 | 사 구 | 삼 진 | 병 살 타 | 타 율 | 출 루 율 | 장 타 율 | O P S |
| ---------- | ---------- | ----- | ----- | ----- | ----- | ----- | ------- | ------- | ----- | ----- | ----- | ----- | -------- | -------- | -------- | ----- | ---- | ----- | ----- | -------- | ----- | -------- | -------- | ----- |
| 2018년     | DeNA       | 86    | 273   | 247   | 31    | 62    | 14      | 3       | 5     | 97    | 21    | 15    | 9        | 4        | 0        | 19    | 1    | 3     | 68    | 4        | .251  | .312     | .393     | .705  |
| 2019년     | DeNA       | 123   | 458   | 427   | 62    | 119   | 31      | 3       | 6     | 174   | 35    | 15    | 10       | 3        | 0        | 26    | 2    | 2     | 121   | 7        | .279  | .323     | .407     | .731  |
| 2020년     | DeNA       | 80    | 190   | 169   | 38    | 52    | 8       | 1       | 3     | 71    | 17    | 7     | 1        | 1        | 2        | 15    | 0    | 3     | 42    | 3        | .308  | .370     | .420     | .790  |
| 2021년     | DeNA       | 88    | 118   | 110   | 13    | 21    | 3       | 0       | 4     | 36    | 15    | 4     | 3        | 1        | 1        | 6     | 1    | 0     | 49    | 1        | .191  | .231     | .327     | .558  |
| 2022년     | DeNA       | 81    | 107   | 95    | 12    | 18    | 4       | 3       | 1     | 31    | 10    | 6     | 3        | 1        | 0        | 8     | 0    | 3     | 26    | 1        | .189  | .274     | .326     | .600  |
| 2023년     | DeNA       | 64    | 53    | 49    | 11    | 8     | 1       | 1       | 0     | 11    | 3     | 0     | 1        | 0        | 0        | 3     | 0    | 1     | 16    | 0        | .163  | .226     | .224     | .451  |
| 통산 : 6년 | 통산 : 6년 | 522   | 1199  | 1097  | 167   | 280   | 61      | 11      | 19    | 420   | 101   | 47    | 27       | 10       | 3        | 77    | 4    | 12    | 322   | 16       | .255  | .310     | .383     | .693  |

- 2023년 시즌 종료 기준.

### 연도별 수비 성적
| 연도 | 소속 | 외야  | 외야  | 외야  | 외야  | 외야  | 외야     |
| 연도 | 소속 | 경 기 | 척 살 | 보 살 | 실 책 | 병 살 | 수 비 율 |
| ---- | ---- | ----- | ----- | ----- | ----- | ----- | -------- |
| 2018 | DeNA | 81    | 93    | 1     | 3     | 0     | .969     |
| 2019 | DeNA | 115   | 222   | 4     | 3     | 3     | .987     |
| 2020 | DeNA | 53    | 65    | 1     | 2     | 0     | .971     |
| 2021 | DeNA | 53    | 41    | 2     | 0     | 1     | 1.000    |
| 2022 | DeNA | 68    | 62    | 0     | 0     | 0     | 1.000    |
| 2023 | DeNA | 59    | 41    | 1     | 0     | 1     | 1.000    |
| 통산 | 통산 | 429   | 524   | 9     | 8     | 5     | .985     |

- 2023년 시즌 종료 기준.
- 굵은 글씨는 시즌 최고 성적.

### 주해
1. ↑  DeNA에서는 요코하마 베이스타스 시절이던 1994년에 하루 도시오가 기록한 이래 두 번째이다.

### 출전
1. ↑  “DeNA - 契約更改”. 닛칸 스포츠. 2023년 11월 10일에 확인함.
2. ↑  “社会人野球：日本選手権　父の夢へ父と歩む　ドラフト２位の日生・神里和毅外野手”. 마이니치 신문. 2018년 4월 3일에 원본 문서에서 보존된 문서. 2018년 4월 4일에 확인함.
3. ↑  神里和毅（横浜DeNAベイスターズ） - 슈칸 베이스볼 온라인
4. ↑  “中大・神里始動にスカウト陣熱視線”. 데일리 스포츠. 2018년 4월 3일에 확인함.
5. ↑  ＤｅＮＡ神里　新世代スーパーカー宣言「開幕戦で１盗塁は決めたい」 - 스포츠 닛폰, 2018년 3월 28일
6. ↑  “中大・神里　Ｖ二塁打　プロスカウトに指名を猛アピール”. 스포츠 닛폰. 2018년 4월 3일에 확인함.
7. ↑  2017年ドラフト指名を受けた侍ジャパン戦士たち～社会人代表編～ - 사무라이 재팬 공식 홈페이지, 2017년 10월 31일
8. ↑  ＤｅＮＡドラ２・神里が仮契約「糸井選手のような３拍子そろった選手に」 - 스포츠 닛폰, 2017년 11월 16일
9. ↑  ‘社会人ベストナインにオリックス・ドラ１のＪＲ東日本・田嶋大樹投手ら’ - 스포츠 호치, 2017년 12월 7일
10. ↑  【ＤｅＮＡ】ドラ２神里「右腹斜筋の炎症」で２軍キャンプへ - 스포츠 호치, 2018년 2월 9일
11. ↑  “DeNA新人・神里、初のナイター練習　開幕スタメン準備”. 주니치 스포츠. 2018년 4월 4일에 원본 문서에서 보존된 문서. 2018년 4월 4일에 확인함.
12. ↑  “DeNAドラフト2位神里の神足　デビュー7試合で5盗塁”. 닛칸 스포츠. 2018년 4월 8일. 2018년 4월 19일에 확인함.
13. ↑  “DeNA神里プロ1号、同僚は「捕手マスク」で祝福”. 닛칸 스포츠. 2018년 4월 12일. 2018년 4월 13일에 확인함.
14. ↑  “DeNA神里、プロ初アーチが先頭弾　巨人戦は2リーグ制以降初”. 스포츠 닛폰. 2018년 4월 13일. 2018년 4월 19일에 확인함.
15. ↑  “苦境を乗り越えて…生まれ変わった神里がDeNAの救世主になる!”. BASEBALL KING. 2018년 6월 15일. 2018년 11월 18일에 확인함.
16. ↑  “2018年6月度「日本生命月間MVP賞」候補選手（セントラル・リーグ）”. 일본 야구 기구. 2018년 6월 21일. 2018년 11월 18일에 확인함.
17. ↑  “DeNA神里が今季絶望か、死球の右足甲骨折だった”. 닛칸 스포츠. 2018년 8월 13일. 2018년 4월 13일에 확인함.
18. ↑  犬を振り切った男！ＤｅＮＡ神里、２盗塁で神足披露 - 닛칸 스포츠, 2018년 2월 7일
19. 1 2  “巨人・宮国にルックスでも勝ちたいＤｅＮＡドラ２神里”. 스포츠 호치. 2018년 4월 4일에 확인함.